# Papa Innocenzo XIII
Papa Innocenzo XIII, in latino: Innocentius PP. XIII, nato Michelangelo Conti (Poli, 13 maggio 1655 – Roma, 7 marzo 1724), è stato il 244º vescovo di Roma e papa della Chiesa cattolica dal 1721 alla sua morte.

## Biografia
Nato a Poli, cittadina del subappennino laziale, Michelangelo Conti discendeva dalla nobile famiglia dei Conti di Segni, che aveva già dato alla Chiesa cattolica tre papi e numerosi cardinali. Suo padre era Carlo IV, duca di Poli e Guadagnolo, e sua madre era donna Isabella Muti.
Completò gli studi ginnasiali e liceali al Collegio dei Gesuiti di Roma. Si laureò all'Università La Sapienza in legge.
Ricevette uno dei suoi primi incarichi nel 1690, quando il papa Alessandro VIII lo inviò a Venezia a consegnare al doge Francesco Morosini un'ambita benemerenza pontificia, lo stocco (abbinato, come di consueto, al “berrettone”).
Il successore Innocenzo XII lo introdusse nella prelatura e gli affidò vari incarichi nelle province dello Stato pontificio.
Trascorse undici anni (1698-1709) in Portogallo come nunzio apostolico. Sembra che qui si sia formato il suo giudizio critico nei confronti dell'ordine dei gesuiti, che ebbe tanta importanza successivamente. Fu creato cardinale il 7 giugno 1706 dal papa Clemente XI.

### Cronologia incarichi
- Cameriere d'onore di Alessandro VIII
- 14 agosto 1691: è referendario del Tribunale della Suprema Segnatura
- 17 agosto 1691: è nominato governatore di Ascoli
- 6 dicembre 1692 – 6 maggio 1693: è governatore di Campagna e Marittima
- 1693: fa il suo ingresso nella prelatura vaticana
- 6 maggio 1693 – giugno 1695: è governatore di Viterbo
- (stesso anno) : è nominato abate commendatario del santuario della Mentorella presso Guadagnolo, nelle terre della sua famiglia
- 13 giugno 1695 – 7 giugno 1706: è arcivescovo titolare di Tarso
- 28 giugno 1695: è nominato segretario del papa
- 1º luglio 1695 – 24 marzo 1698: è nunzio apostolico presso i cattolici di Svizzera, a Lucerna
- 24 marzo 1698 – 28 gennaio 1709: è nunzio presso il re del Portogallo
- 7 giugno 1706: è nominato cardinale presbitero.
- 28 gennaio 1709 – 1º agosto 1712: è vescovo di Osimo
- 23 febbraio 1711 – 8 maggio 1721: assume il titolo cardinalizio dei Santi Quirico e Giulitta
- 1º agosto 1712: è nominato vescovo di Viterbo. Il 14 marzo 1719 rinuncia alla cattedra per motivi di salute e torna a Roma
- 13 gennaio 1716 – 4 gennaio 1717: è cardinale camerlengo
- 8 maggio 1721: viene eletto papa

### Il conclave del 1721
Michelangelo Conti fu eletto papa il 8 maggio 1721 nel Palazzo Apostolico e fu incoronato il 18 maggio dal cardinale protodiacono Benedetto Pamphilj.
Il conclave si aprì il 31 marzo. Alla fase finale parteciparono 56 cardinali, ma all'ultima votazione presero parte solo 40 porporati. Durante i lavori si formarono quattro gruppi: gli zelanti, i filo-borbonici (i Borbone regnavano allora, fra l'altro, in Francia e Spagna), i filo-imperiali, un gruppo guidato dal cardinale camerlengo Annibale Albani (i “clementini”). La fazione filo-imperiale, guidata da Michele Federico Althann, pose il veto su nome di Fabrizio Paolucci, che nella prima votazione era giunto a soli tre voti dall'elezione. Gli imperiali giudicavano Paolucci troppo vicino agli interessi della Francia.
L'8 maggio 1721 la maggioranza dei voti confluì sul cardinale Conti, per le sue doti umane e spirituali. Egli inoltre non era apertamente schierato con nessuno dei due gruppi principali, non era cioè né filofrancese né filoimperiale; ottenne infatti alla fine il voto unanime di tutto il Sacro Collegio. In onore del papa Innocenzo III, a cui lo accomunava il lignaggio, scelse il nome pontificale di Innocenzo XIII.

## Pontificato
- Segretario di Stato: Giorgio Spinola (1721-1724)
- Vice-Cancelliere: Pietro Ottoboni (1689-1740)
- Camera Apostolica:
  - Camerlengo: Annibale Albani (1719-1747)
  - Tesoriere: Carlo Collicola (1721-1728)
- Congregazioni:
  - Inquisizione: Francesco del Giudice (1719-1725)
  - Riti:
  - Indice: Carlo Agostino Fabroni
  - Concilio: Curzio Origo (1721-1737)
  - Buon governo: Giuseppe Renato Imperiali (1696-1737)
  - Vescovi: Fabrizio Paolucci de' Calboli (1721-1724)
  - Consulta: ...
- Tribunali della Curia:
  - Penitenziere Maggiore: Bernardo Maria Conti (1721-1730)
  - Prefetto della Segnatura Apostolica: Lorenzo Corsini (1720-1730)
  - Decani della Rota Romana: Ciriaco Lancetta (1719-1723); Alessandro Falconieri (1723? - 1724)
- Vicario per la diocesi di Roma:

### Relazioni con le istituzioni della Chiesa
Innocenzo XIII confermò la condanna dei riti malabarici e dei riti cinesi emessa dal predecessore Clemente XI. I gesuiti furono i più danneggiati da tale proibizione. Il generale dell'Ordine, padre Michelangelo Tamburini, ricevette il 13 settembre 1723 dal segretario della Congregazione per l'evangelizzazione dei popoli, Pier Luigi Carafa juniore (1677-1755), un precetto formale con il quale si vietò l'ulteriore ammissione nella Compagnia di Gesù di novizi nonché l'invio di missionari nelle Indie orientali fino a quando non fosse stata dimostrata l'obbedienza dei gesuiti alle proibizioni dei riti cinesi pubblicate da Clemente XI, in particolare con la Bolla Ex illa die del 19 marzo 1715. Innocenzo XIII si convinse della bontà del resoconto del legato pontificio Carlo Ambrogio Mezzabarba, secondo il quale i gesuiti residenti presso la corte imperiale di Pechino avrebbero istigato l'imperatore Kangxi a fare imprigionare i missionari inviati dalla Congregazione di Propaganda Fide.
Interrotto da 25 anni il Capitolo generale della Famiglia francescana il papa decise di riunirlo a Roma. Intervenne all’apertura e presiedette all'elezione del ministro generale. Il capitolo si riunì nel convento dell’Ara Coeli e terminò il 15 maggio 1723. Nello stesso anno consacrò la chiesa di Santa Maria della Presentazione di Vignanello, nell'alto Lazio.
Il 23 marzo 1723 pubblicò la costituzione apostolica Apostolici ministerii sulle funzioni sacerdotali e la disciplina ecclesiastica. Il provvedimento fu emesso dietro le sollecitazioni di alcuni vescovi spagnoli, preoccupati del rilassamento dei costumi del clero iberico, sia secolare che regolare.
Dispose l'annullamento della scismatica elezione del nuovo pseudo-arcivescovo di Utrecht. Il capitolo della cattedrale di Utrecht era sospeso dal 1704; nonostante questo aveva eletto senza il consenso della Santa Sede Cornelius van Steenoven (27 aprile 1723). Quest'ultimo chiese al papa di riconoscerlo, ottenendo un rifiuto.

### Decisioni in materia dottrinale e liturgica
Giansenismo
Il pontefice confermò la bolla Unigenitus Dei Filius del predecessore Clemente XI (1713) che condannava come eretiche le tesi di Giansenio. Quando sette vescovi francesi che si erano appellati contro la bolla lo contattarono con una petizione affinché fosse invece ritirata (1722), Innocenzo non solo respinse la richiesta ma condannò tale petizione e richiese in modo incondizionato l'ottemperanza ai dettami della bolla pontificia.
All'indomani dell'elezione, il 27 maggio 1721, il pontefice indisse un giubileo straordinario.
Dal 1721 estese a tutta la chiesa la memoria liturgica del Santissimo Nome di Gesù
Il 25 aprile 1722 proclamò Isidoro di Siviglia (circa 560-636) dottore della Chiesa.

### Decisioni riguardanti gli ebrei
Con la costituzione apostolica Ex injuncto nobis il pontefice proibì agli ebrei di tessere la seta, di acquistarla e di venderla, e li obbligò a commerciare solo nei generi usati.

### Relazioni con i monarchi della cristianità
Sacro Romano Impero e Stati tedeschi
I trattati di Utrecht del 1713 e di L'Aia del 1720 (stipulati alla conclusione della guerra di successione spagnola) avevano stabilito che il Regno di Napoli e di Sicilia diventasse feudo imperiale.
Innocenzo XIII conferì a Carlo VI d'Asburgo (1711-1740) l'investitura del Regno (9 giugno 1722); in cambio l'imperatore inviò il suo giuramento di fedeltà - espresso con il tradizionale omaggio della chinea - e alleanza.
Innocenzo non riuscì tuttavia a ottenere che l'imperatore rinunciasse ai diritti della Sicula Monarchia, né a riavere Comacchio (cittadina dell'Alto Adriatico sottratta alla Santa Sede durante il pontificato di Clemente XI). L'imperatore impose inoltre che anche il ducato di Parma e Piacenza, da diversi secoli nella sfera dello Stato Pontificio e governato dalla famiglia Farnese, fosse considerato feudo imperiale. Il papa protestò contro l'obbligo di tenervi una guarnigione austriaca, tra l'altro a spese dei Farnese, ma fu inutile. L'investitura del ducato fu conferita all'Infante di Spagna Carlo III.
Il 26 gennaio 1723 il duca Cristiano Ulrico II di Württemberg-Wilhelminenort, convertitosi dal luteranesimo al cattolicesimo, pronunciò l'atto di abiura davanti al pontefice.
Portogallo
L'avvicendamento del nunzio presso la corte portoghese fu causa di attriti e tensioni. Nel 1720 il pontefice scelse di sostituire Vincenzo Bichi, da undici anni a Lisbona, con Giuseppe Firrao. Il re Giovanni V si oppose e proibì a Bichi di lasciare il Paese. La scottante questione, irrisolta, passò così al successore di Innocenzo XIII.
Inghilterra
Innocenzo XIII concesse a Giacomo Francesco Edoardo Stuart, pretendente giacobita al trono d'Inghilterra, un vitalizio di ottomila scudi romani. Residente a Roma, dove viveva in esilio dal 1719, lo Stuart era figlio dell'ultimo re cattolico d'Inghilterra, Giacomo II. Innocenzo assicurò inoltre allo Stuart un fondo di circa centomila ducati per armarsi e riconquistare il regno.
Venezia e Malta
Il pontefice aiutò i veneziani e soprattutto l'isola di Malta nelle loro lotte contro gli Ottomani.

### Patrono di arti e scienze
Il 12 settembre 1721 il pontefice autorizzò la fondazione dell'Università dell'Avana (fu approvata dal successore Benedetto XIII nel 1728).
Il 18 dicembre 1722 riconobbe lo statuto dell'Università di Caracas (Venezuela).

### Opere realizzate a Roma
Innocenzo XIII finanziò la conclusione dei lavori di ricostruzione della basilica di Sant'Eustachio. Furono incaricati gli architetti Antonio Canevari e Nicola Salvi.

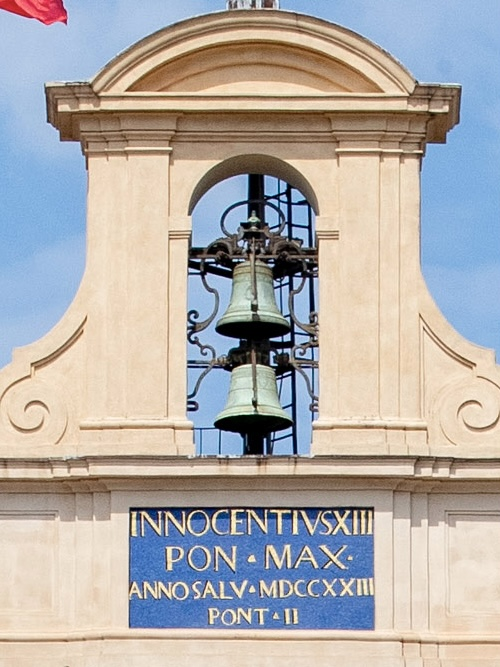
Il nome di papa Innocenzo XIII leggibile sul torrino del Palazzo dell Quirinale

Incaricò Alessandro Specchi di proseguire l'edificazione della Manica lunga del Palazzo del Quirinale.

## Morte e sepoltura

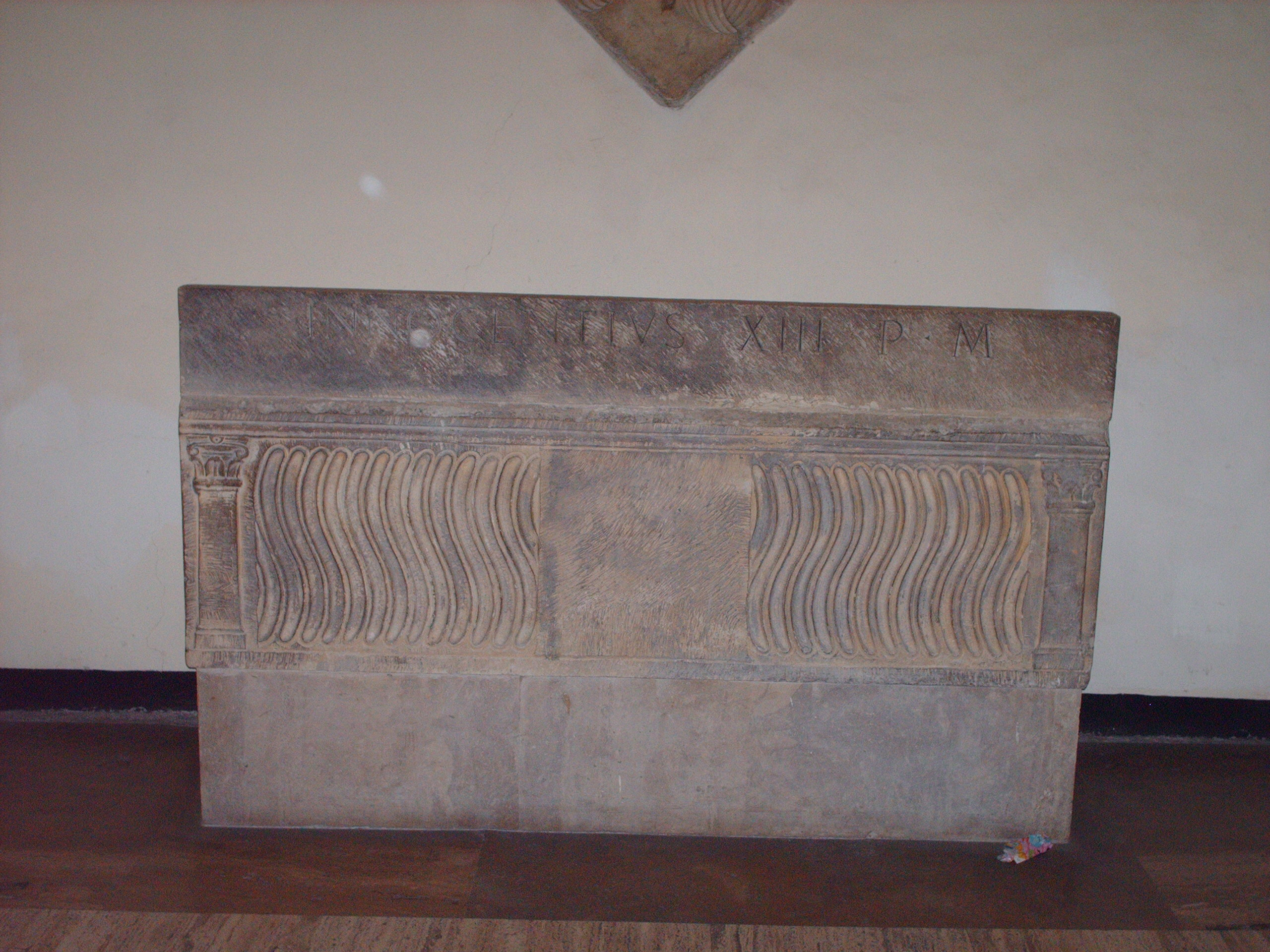
Tomba di Innocenzo XIII, nelle Grotte vaticane.

Innocenzo XIII morì a Roma il 7 marzo 1724 a causa di un'ernia e fu sepolto il 12 marzo nella Basilica Vaticana. Volle che il suo cuore fosse conservato nel santuario della Mentorella, di cui egli fu abate commendatario fino alla sua morte.
In occasione del trecentocinquantesimo anniversario della nascita (1655-2005), si è a lungo parlato dell'eventualità di presentare alla Santa Sede una richiesta formale per l'introduzione della causa di beatificazione di Innocenzo XIII.

## Diocesi erette da Innocenzo XIII
Nuove diocesi
- 18 maggio 1721 (bolla Rationi congruit):
  - Diocesi per gli "uniti di Transilvania" con sede a Făgăraș[12]

Elevazioni al rango di arcidiocesi
- 1º giugno 1722 (bolla Suprema dispositione): Diocesi di Vienna, elevata al rango di arcidiocesi metropolitana.

Vicariati apostolici
Incaricò il missionario barnabita Sigismondo de Calchi, cui conferì poteri di vicario apostolico, di fondare una missione nel "regno di Ava, Pegu e Martaban", l'attuale Birmania.

## Concistori per la creazione di nuovi cardinali
Innocenzo XIII consacrò tre cardinali nel corso di due distinti concistori.
Elevò alla porpora il fratello Bernardo Maria Conti, ma gli impedì di percepire oltre 12.000 scudi, come era stato già stabilito dal papa Innocenzo XII.
In adempimento della promessa fatta alla parte francese in conclave, creò cardinale Guillaume Dubois (1721), nonostante fosse noto come uomo dai costumi libertini. Il papa, obbligato a effettuare la nomina, ordinò tuttavia che nella cerimonia di consegna della berretta, si procedesse alla pubblica lettura di una bolla in cui elencava le dissolutezze del Dubois, esortando il ministro a cambiare stile di vita.
Innocenzo XIII inoltre provvide al graduale reinserimento nella curia del cardinale Giulio Alberoni, che era stato esautorato da Clemente XI a causa di problemi diplomatici insorti nelle corti europee.

## Genealogia episcopale e successione apostolica
La genealogia episcopale è:
- Cardinale Scipione Rebiba
- Cardinale Giulio Antonio Santorio
- Vescovo Placido della Marra
- Cardinale Melchior Khlesl
- Cardinale Giovanni Battista Maria Pallotta
- Cardinale Pietro Vidoni
- Cardinale Galeazzo Marescotti
- Papa Innocenzo XIII

La successione apostolica è:
- Vescovo Manuel Álvares da Costa (1707)
- Cardinale Bernardo Maria Conti, O.S.B. (1711)
- Vescovo Adriano Sermattei (1713)
- Vescovo Emanuele Spinelli d’Acquaro, C.R. (1714)
- Vescovo Francesco Saverio Fontana (1714)
- Vescovo Nunzio Baccari (1718)
- Vescovo Imperiale Pedicini (1718)
- Vescovo Pietro Antonio Pini (1718)
- Vescovo Giovanni Carafa, C.R. (1718)
- Vescovo Luigi Maria Macedonio, C.M. (1718)
- Vescovo Paolo Stabile, O.M. (1718)
- Vescovo Domenico Taglialatela (1718)
- Vescovo Gherardo Zandemaria (1719)

## Albero genealogico
|                                             |                                    |                                   | Genitori                              |  |  | Nonni |  |  | Bisnonni                                      |  |  | Trisnonni                    |  |
|                                             |                                    |                                   |                                       |  |  |       |  |  | Torquato I Conti, I duca di Poli e Guadagnolo |  |  | Carlo Conti, signore di Poli |  |
|                                             |                                    |                                   |                                       |  |  |       |  |  | Torquato I Conti, I duca di Poli e Guadagnolo |  |  | Carlo Conti, signore di Poli |  |
|                                             |                                    | Tarquinia Savelli                 |                                       |  |  |       |  |  | Torquato I Conti, I duca di Poli e Guadagnolo |  |  |                              |  |
| Lotario Conti, II duca di Poli e Guadagnolo |                                    |                                   |                                       |  |  |       |  |  | Torquato I Conti, I duca di Poli e Guadagnolo |  |  |                              |  |
|                                             |                                    | Violante Farnese                  | Galeazzo I Farnese, duca di Latera    |  |  |       |  |  |                                               |  |  |                              |  |
|                                             |                                    | Violante Farnese                  | Galeazzo I Farnese, duca di Latera    |  |  |       |  |  |                                               |  |  |                              |  |
|                                             |                                    | Violante Farnese                  | Isabella dell'Anguillara              |  |  |       |  |  |                                               |  |  |                              |  |
| Carlo Conti, V duca di Poli e Guadagnolo    |                                    | Violante Farnese                  |                                       |  |  |       |  |  |                                               |  |  |                              |  |
|                                             |                                    | Marzio Orsini, signore di Bomarzo | Vicino Orsini                         |  |  |       |  |  |                                               |  |  |                              |  |
|                                             |                                    | Marzio Orsini, signore di Bomarzo | Vicino Orsini                         |  |  |       |  |  |                                               |  |  |                              |  |
|                                             |                                    | Marzio Orsini, signore di Bomarzo | Giulia Farnese                        |  |  |       |  |  |                                               |  |  |                              |  |
| Giulia Orsini                               |                                    | Marzio Orsini, signore di Bomarzo |                                       |  |  |       |  |  |                                               |  |  |                              |  |
|                                             |                                    | Porzia Vitelli                    | Vincenzo Vitelli, conte di Montefiore |  |  |       |  |  |                                               |  |  |                              |  |
|                                             |                                    | Porzia Vitelli                    | Vincenzo Vitelli, conte di Montefiore |  |  |       |  |  |                                               |  |  |                              |  |
|                                             |                                    | Porzia Vitelli                    | Faustina Vitelli                      |  |  |       |  |  |                                               |  |  |                              |  |
| Innocenzo XIII                              |                                    | Porzia Vitelli                    |                                       |  |  |       |  |  |                                               |  |  |                              |  |
|                                             | Giacomo Muti, II duca di Canemorto | Carlo Muti, I duca di Canemorto   |                                       |  |  |       |  |  |                                               |  |  |                              |  |
|                                             | Giacomo Muti, II duca di Canemorto | Carlo Muti, I duca di Canemorto   |                                       |  |  |       |  |  |                                               |  |  |                              |  |
|                                             | Giacomo Muti, II duca di Canemorto | Faustina Muti                     |                                       |  |  |       |  |  |                                               |  |  |                              |  |
| Michelangelo Muti, III duca di Canemorto    | Giacomo Muti, II duca di Canemorto |                                   |                                       |  |  |       |  |  |                                               |  |  |                              |  |
|                                             |                                    | Silvia Altieri                    | Marcantonio Altieri                   |  |  |       |  |  |                                               |  |  |                              |  |
|                                             |                                    | Silvia Altieri                    | Marcantonio Altieri                   |  |  |       |  |  |                                               |  |  |                              |  |
|                                             |                                    | Silvia Altieri                    | Olimpia Rustici                       |  |  |       |  |  |                                               |  |  |                              |  |
| Isabella Muti di Rignano                    |                                    | Silvia Altieri                    |                                       |  |  |       |  |  |                                               |  |  |                              |  |
|                                             |                                    | Pompeo Massimo                    | Lelio Massimo                         |  |  |       |  |  |                                               |  |  |                              |  |
|                                             |                                    | Pompeo Massimo                    | Lelio Massimo                         |  |  |       |  |  |                                               |  |  |                              |  |
|                                             |                                    | Pompeo Massimo                    | Girolama Savelli                      |  |  |       |  |  |                                               |  |  |                              |  |
| Cecilia Massimo                             |                                    | Pompeo Massimo                    |                                       |  |  |       |  |  |                                               |  |  |                              |  |
|                                             |                                    | Clelia Bebila                     | …                                     |  |  |       |  |  |                                               |  |  |                              |  |
|                                             |                                    | Clelia Bebila                     | …                                     |  |  |       |  |  |                                               |  |  |                              |  |
|                                             |                                    | Clelia Bebila                     | …                                     |  |  |       |  |  |                                               |  |  |                              |  |
|                                             |                                    | Clelia Bebila                     |                                       |  |  |       |  |  |                                               |  |  |                              |  |